# Gisela Morón
Gisela Morón Rovira (Barcelona, 25 de enero de 1976) es una deportista española que compitió en natación sincronizada.
Participó en los Juegos Olímpicos de Pekín 2008, obteniendo una medalla de plata en la prueba de equipo. Ganó seis medallas en el Campeonato Mundial de Natación entre los años 2003 y 2009, y cinco medallas en el Campeonato Europeo de Natación entre los años 2004 y 2008.

## Palmarés internacional
| Juegos Olímpicos   | Juegos Olímpicos         | Juegos Olímpicos  | Juegos Olímpicos  |
| Año                | Lugar                    | Medalla           | Prueba            |
| ------------------ | ------------------------ | ----------------- | ----------------- |
| 2008               | Pekín (China)            | Medalla de plata  | Equipo            |
| Campeonato Mundial |                          |                   |                   |
| Año                | Lugar                    | Medalla           | Prueba            |
| 2003               | Barcelona (España)       | Medalla de plata  | Combinación libre |
| 2005               | Montreal (Canadá)        | Medalla de bronce | Equipo            |
| 2005               | Montreal (Canadá)        | Medalla de bronce | Combinación libre |
| 2007               | Melbourne (Australia)    | Medalla de plata  | Equipo libre      |
| 2007               | Melbourne (Australia)    | Medalla de bronce | Equipo técnico    |
| 2009               | Roma (Italia)            | Medalla de oro    | Combinación libre |
| Campeonato Europeo |                          |                   |                   |
| Año                | Lugar                    | Medalla           | Prueba            |
| 2004               | Madrid (España)          | Medalla de oro    | Combinación libre |
| 2004               | Madrid (España)          | Medalla de plata  | Equipo            |
| 2006               | Budapest (Hungría)       | Medalla de plata  | Equipo            |
| 2006               | Budapest (Hungría)       | Medalla de plata  | Combinación libre |
| 2008               | Eindhoven (Países Bajos) | Medalla de oro    | Combinación libre |